# قلعه‌گاه، شابران
قلعه‌گاه (به ترکی آذربایجانی: Qələgah) یک منطقهٔ مسکونی در جمهوری آذربایجان است که در شهرستان شابران واقع شده‌است. قلعه‌گاه ۲۵۵ نفر جمعیت دارد.

## ریشه واژه
قلعه‌گاه در زبان فارسی و زبان تاتی یعنی مکانی که قلعه در آن قرار دارد.